# 한정우 (뮤지컬 배우)
한정우(1990년 9월 9일 ~ )는 대한민국의 뮤지컬 배우다.

## 방송
- 더블 캐스팅 (2020) - Top24

## 공연
- 싯다르타 (2021)
- 메리 메리 (2021)
- 슈퍼클로젯 (2022)
- 마타하리 (2022)
- 무령대왕 (2022)
- 보이체크 인 더 다크 (2023)